# Bronk
För musikgruppen, se Bronk (musikgrupp).

Människans bronker förtydligad med olika färger

Bronker, bronchus, är större luftrör som förgrenar sig från luftstrupens (trachea) nedre ände. Luftstrupen förgrenar sig till en höger- respektive vänsterbronk, där den högra bronken (bronchus principalis dexter) är kortare och har en lite större diameter än den vänstra (bronchus principalis sinister).
Höger- och vänsterbronkerna går till varsin lunga (pulmo). Höger lunga består av 3 lober medan vänster lunga består av 2 lober, således förgrenar sig varje lungbronk så att varje lob försörjs av en gren (en gren kallas på latin för bronchus lobaris). Varje bronk förgrenar sig ytterligare till sist till så kallade bronkioler för att sedan sluta i alveoler. Bronkernas insida består av epitel med slemproducerande bägarceller och epitelceller med cilier, som är en del av kroppens infektionsförsvar.